# کال (نوردراین-وستفالن)
کال (به آلمانی: Kall) یک شهر در آلمان است که در اویسکیرشن واقع شده‌است. کال  ۱۱٬۸۹۴ نفر جمعیت دارد.